# Código de Hammurabi

Detalle de la escritura cuneiforme.

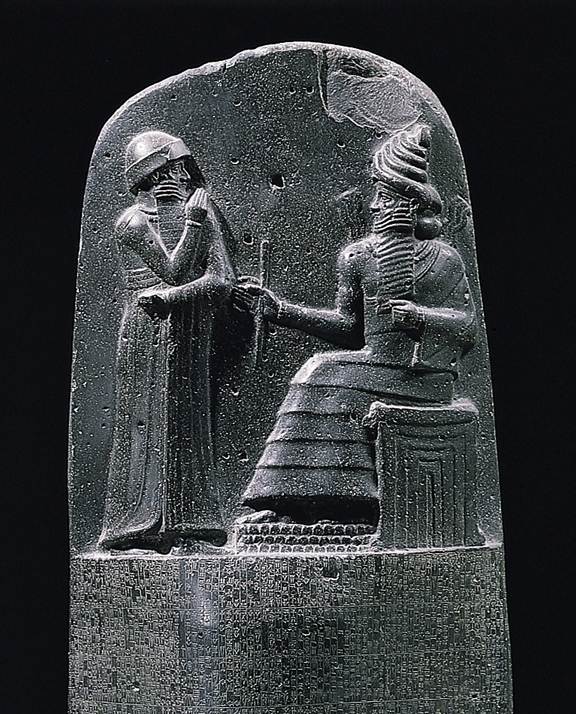
Parte superior de la gran estela.

El Código de Hammurabi es uno de los conjuntos de leyes más antiguos que se han encontrado y uno de los ejemplares mejor conservados de este tipo de documentos creados en la antigua Mesopotamia. Representa un desarrollado concepto de igualdad entre los habitantes de Mesopotamia. Se basa en la aplicación de la ley del talión, y es también uno de los más tempranos ejemplos del principio de presunción de inocencia, pues sugiere que el acusado o el acusador tienen la oportunidad de aportar pruebas. El código cubre muchos temas, incluido el derecho penal, el derecho de familia, el derecho de propiedad, el derecho civil, el derecho comercial, derechos de la mujer y el derecho de sucesiones.
Fue escrito en 1750 a. C. por el rey de Babilonia Hammurabi, donde unifica los códigos existentes en las ciudades del imperio babilónico. Actualmente está conservado en el Museo del Louvre de París.
Entre otras recopilaciones de leyes se encuentran el Código de Ur-Nammu, rey de Ur (ca. siglo XXI a. C.), las Leyes de Ešnunna (ca. siglo XX a. C.) y el Código de Lipit-Ishtar de Isin (ca. siglo XIX a. C.).
Además de ser uno de los conjuntos de leyes más antiguos encontrados, es también uno de los mejor conservados. Este gran bloque de basalto mide unos 2,25 metros de altura por 1,60 metros de circunferencia en la base superior y unos 1,90 metros de base. En esta obra donde se fusiona el arte y el derecho, son relevados los procedimientos y la intención del hombre por legislar y realizar una aprehensión estética; como reflejo de la realidad objetiva. Las leyes fueron inscritas en una estela negra de diorita de 2,4 metros de altura por 50cm en su zona más ancha. En la zona superior está representado Hammurabi en bajorrelieve, de pie, delante del dios del Sol de Mesopotamia, Shamash, el principal de la ciudad sumeria de Larsa. Durante las diferentes invasiones de Babilonia, el código fue trasladado, hacia 1200 a. C., a la ciudad de Susa (en Elam), actualmente en el Juzestán (Irán). En esta ciudad fue descubierto por la expedición que dirigió Jacques de Morgan, en diciembre de 1901. Fue llevado a París, donde el padre Jean-Vincent Scheil tradujo el código al francés, y fue estudiado por Georg Friedrich Grotefend.

## Características
Escrito en acadio para que pudiera ser leído por cualquier persona alfabetizada, su prólogo y el epílogo están redactados en un lenguaje más cuidado y con la finalidad de glorificar al dios babilonio Marduk o Shamash y, a través de él, a su rey.
El rey ordenó que se colocara una estatua en la plaza de cada ciudad para que todo el pueblo conociera quién era el rey y sus castigos, para lo cual el cuerpo de la ley se expresa en lenguaje oscuro, del pueblo. Comienza con la partícula "si" (proposición condicional), describe la conducta delictiva y luego indica el castigo correspondiente. Una de sus leyes establece la ley del Talión.
Está redactado en primera persona y relata cómo los dioses eligen a Hammurabi para que ilumine al país y asegure el bienestar de la gente. 
Proclama a Marduk como dios supremo, subordinando al panteón sumerio/acadio anterior.
Se puede interpretar también como una gran maniobra de propaganda política y ensalzamiento del rey, ya que, aunque las leyes estaban fijadas, no se cumplían de manera sistemática (por ejemplo, en el caso de las ejecuciones o de los precios).

## Historia
En él, Hammurabi enumera las leyes que ha recibido del dios Marduk para fomentar el bienestar entre la gente.  
Estas leyes tuvieron una importante repercusión en el imperio babilónico. 
- Antes de su promulgación, los sacerdotes - que en aquella época actuaban como jueces - dictaban las sentencias según su parecer, y sin ajustarse a derecho.
- Después de codificada y hecha pública la ley, el rey aumentaba su poder sobre la población y hacía que la ley no dependiera tanto de la región y del juez. También disminuyó el número de falsas acusaciones.

## Ejemplos de leyes
- Si un señor acusa a otro señor y presenta contra él la denuncia de homicidio, pero no la puede probar, su acusador será castigado con la muerte.
- Si un señor imputa a otro señor de prácticas de brujería, pero no las puede probar, el acusado de brujería irá al río. Si este señor ha sido purificado por el río saliendo sano y salvo, el que le imputó de maniobras de brujería será castigado con la muerte. El que se arrojó al río arrebatará la hacienda de su acusador.
- Si un señor aparece en un proceso para un falso testimonio y no puede probar la palabra que ha dicho, si el proceso es un proceso capital tal señor será castigado con la muerte. Si se presenta para testimoniar de grano o plata, sufrirá en su totalidad la pena de este proceso. Nunca más podrá sentarse con los jueces en un proceso.
- Si un señor roba la propiedad religiosa o estatal, ese señor será castigado con la muerte. Además el que recibió de sus manos los bienes robados será castigado con la muerte. Si el ladrón no tiene con qué restituir, será castigado con la muerte. Si el vendedor es el ladrón será castigado con la muerte. El propietario del objeto perdido recobrará su objeto perdido.
- El comprador recobrará de la hacienda del vendedor la plata que había pesado. El propietario de la cosa perdida recobrará su propiedad perdida. Si el propietario de la cosa perdida no presenta testigos que testimonien sobre el objeto perdido, es un estafador, dio curso a una denuncia falsa será castigado con la muerte. Si el vendedor ha muerto, el comprador tomará de la casa del vendedor hasta cinco veces de lo que había reclamado en este proceso.
- Si los testigos de tal señor no estuviesen a mano, los jueces le señalarán un plazo de seis meses. Y si al sexto mes, no presenta sus testigos, este señor es un falsario. Sufrirá en su totalidad la pena de este proceso. Si un señor roba el niño menor de otro señor, recibirá la muerte.
- Si un señor ayuda a escapar por la gran puerta a un esclavo estatal o a una esclava estatal o a un esclavo de un subalterno o a una esclava de un subalterno recibirá la muerte. Si un señor dio refugio en su casa a un esclavo o a una esclava fugitivos, perteneciente al estado o a un subalterno y si no lo entregó a la llamada del pregonero el dueño de la casa recibirá la muerte. Si un señor prende en campo abierto a un esclavo o esclava fugitivos y lo devuelve a su dueño, el dueño del esclavo le dará dos siclos de plata. Si retiene al esclavo en su casa después el esclavo es hallado en su posesión, el señor recibirá la muerte.
- Si el esclavo huye de la casa de aquel que lo prendió, este hombre lo jurará por el dios al dueño del esclavo y se marchará libre. Si un señor abre brecha en una casa, delante de la brecha se le matará y se le colgará. Si un señor se entrega al bandidaje y llega a ser prendido, ese señor recibirá la muerte. Si es una vida, la ciudad y el gobernador pesarán una mina de plata a su gente.
- Si se declara un incendio en la casa de un señor y un señor que acudió a apagarlo pone los ojos sobre algún bien del dueño de la casa y se apropia de algún bien del dueño de la casa, ese señor será lanzado al fuego.
- Si un oficial o un especialista, mientras servía las armas del rey, ha sido hecho prisionero su hijo es capaz de cumplir las obligaciones del feudo, le serán entregados el campo y el huerto y él cuidará de las obligaciones feudales de su padre. Sólo quien se hizo cargo de ellos y cumplió las obligaciones del feudo se convertirá en feudatario.
- Si un hombre libre le rompía un hueso a otro hombre libre, se le rompería a él también ese hueso.
- Si un hijo maltrata a su padre se le amputarán las manos.
- Si alguien roba un buey, carnero, puerco, asno, barca, al templo o al palacio, pagará treinta veces el valor; si se trata de un noble, diez veces el valor, y si no tiene con qué pagar, será culpable de muerte.
- Si un esclavo golpea en la cabeza a un hombre libre, se le cortará una oreja.
- Si alguno golpea a una mujer libre y la hace abortar, pagará por su fruto 10 siclos de plata. Si esta mujer muere, se matará a la hija del agresor.

## Aspecto
Está grabado en una estela de basalto negro de 2,25 metros de altura, por 50 cm en su zona más ancha. En la zona superior está representado Hammurabi en Bajorrelieve, de pie, delante del dios solar de la equidad en Mesopotamia, Shamash, deidad principal de la ciudad Sumeria de Larsa, o tal vez Marduk, dios de Babilonia. Debajo aparecen, inscritos en caracteres cuneiformes acadios, las leyes que regían la vida cotidiana.

## Leyes
Las leyes y normas, numeradas del 1 al 282 (aunque faltan los números 66-99 y 110-111), están escritas en babilonio antiguo y fijan diversas reglas de la vida cotidiana. Norman particularmente:

Mapa de Babilonia en tiempos de Hammurabi

- La jerarquización de la sociedad. Existen tres grupos, los hombres libres o awilum, los muškenum (quienes se especula podrían ser siervos o subalternos, semilibres) y los esclavos o wardum.
- Los precios. Los honorarios de los médicos varían según se atienda a un hombre libre o a un esclavo.
- Los salarios. Varían según la naturaleza de los trabajos realizados.
- La responsabilidad profesional. Un arquitecto que haya construido una casa que se desplome sobre sus ocupantes y les haya causado la muerte es condenado a la pena de muerte.
- El funcionamiento judicial. La justicia la imparten los tribunales y se puede apelar al rey; los fallos se deben plasmar por escrito.
- Las penas. Aparece inscrita una escala de penas según los delitos y crímenes cometidos. La base de esta escala es la ley del Talión.

Se tratan también el robo, la actividad agrícola (o pecuaria), el daño a la propiedad, los derechos de la mujer, los derechos en el matrimonio, los derechos de los menores, los derechos de los esclavos, homicidio, muerte y lesiones. El castigo varía según el tipo de delincuente y de víctima.
Las leyes no admiten excusas ni explicaciones en caso de errores o faltas; el Código se ponía a la vista de todos, de modo que nadie pudiera alegar ignorancia de la ley como pretexto. Cabe recordar, sin embargo, que eran pocos (escribas en su mayoría) los que sabían leer y escribir en aquella época.

### Dioses mencionados

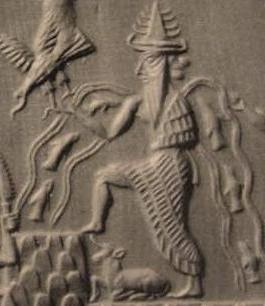
Ea/Enki, dios de la sabiduría, a quien Hammurabi implora que confunda a quien profane su estela, representada en un sello cilíndrico c. 2300 a. C.

En el Código de Hammurabi aparecen citados diferentes divinidades mesopotámicas, entre las que aparecen Anum, padre de todos los dioses, Enlil, señor de los cielos y de la tierra, Shamash y Marduk, soberano de los hombres y los países y primogénito de Enki.
Aparte de estos dioses aparecen otros, por ejemplo Marduk el dios tutelar de la justicia, que dictó las leyes y aseguró el bienestar de la gente.

## Juicios sobre el código
Pese a que el enunciado «ojo por ojo, diente por diente» se suele ver como la inspiración del Código, lo cierto es que el mismo tiene además artículos muy alejados de ese concepto. Es verdad que en algunos casos la ley opta por el Talión y establece que debe hacerse lo que el agresor le hizo a la víctima (es el caso de los artículos 196 -el ojo-, 197 -el hueso- y 200 -el diente-), pero esta visión es imperfecta y depende de las circunstancias y, principalmente, de la condición de los involucrados. Además, cabe decir que la mayor parte del Código simplemente establece indemnizaciones o penas graves, girando alrededor de temas distintos al famoso Talión. Así que el prisma negativo puesto sobre la Antigua Sumeria por la visión simplista de este concepto es, analizado desde este punto de vista, injustificado.
Se puede decir que el Código está inspirado por un alto sentimiento de orden. Por ejemplo, se fija la responsabilidad mutua del amo y del obrero; este último tiene que recibir un salario mínimo y tres días de vacaciones cada mes, una muestra de la sistematizada y estructurada sociedad que reflejan estas "leyes".
En el código no se distingue entre derecho civil y penal, es decir, se dan leyes que regulan los asuntos de la vida cotidiana y leyes que castigan los delitos. Se regulan el comercio, el trabajo asalariado, los préstamos, los alquileres, las herencias, los divorcios, la propiedad, las penas por delitos de robo, asesinato, etc.
El texto del código también les sirve a los historiadores para saber cuáles eran los delitos más frecuentes en la época, pues un delito previsto será un hecho que acontece con relativa frecuencia (algunas faltas penadas son el adulterio, la difamación, la prevaricación de un juez y el incesto). En las penas aplicadas a cada transgresión se distingue si hay intencionalidad o no, y cuál es la "categoría" de la víctima y del agresor. Así, la pena es mayor si se ha hecho adrede y menor si ha sido un accidente; mayor si la víctima es un hombre libre y menor si es un esclavo.

## El Código Hammurabi en el campo de la medicina
La responsabilidad penal del médico derivada de la actividad curativa no es un tema de hoy, sus antecedentes se remontan a la antigua Mesopotamia, y es a través del Código de Hammurabi (218-220) que se exige formalmente por primera vez la responsabilidad del médico por los errores cometidos en el ejercicio profesional. Desde el punto de vista médico, hay trece normas breves relacionadas con la práctica médica y nueve reglas enfocadas a los honorarios que deben recibir los médicos, según la intervención efectuada y la clase social a la que pertenece el enfermo, o los castigos en caso de error. Los errores médicos son castigados con severidad: en algunos casos se castigaba al médico cortándole la mano y en otros, incluso con la muerte. Estos son algunos ejemplos:
215. Si un médico opera con un punzón de bronce a un hombre noble por una herida grave y le salva la vida, o si abre con una lanceta de bronce la nube de un ojo de un hombre noble y salva el ojo del hombre, recibirá 10 siclos de plata. 
216. Si se trata de un plebeyo recibirá 5 siclos de plata. 
217. Si fuera un esclavo, el dueño del esclavo entregará al médico 2 siclos de plata. 
218. Si un médico ha tratado a un noble de una herida grave con el punzón de bronce y le ha causado la muerte, o si ha abierto la nube de un ojo de un noble con el punzón de bronce y le ha reventado el ojo, se le cortarán las manos. 
219. El médico que opere con el cuchillo de bronce al esclavo de un hombre libre y le provoque la muerte, restituirá esclavo por esclavo. 
220. Si le abre un tumor del ojo con el punzón de bronce y destruye el ojo, pagará en plata la mitad del precio del esclavo. 
221. Si un médico ha curado un miembro roto de un hombre libre o ha hecho revivir una víscera enferma mediante una operación, el enfermo entregará al cirujano 2 siclos de plata.

## El Código Hammurabi en el campo del comercio
Aunque se han omitido temas centrales del comercio, Marc Van De Mieroop observa que el Código se ocupa del ganado y los campos agrícolas, pero ignora casi por completo el trabajo de los pastores, vital para la economía de Babilonia.  Luego, en contra de la teoría de la legislación en general, se contemplan circunstancias poco probables, como la trilla con cabras, animales demasiado revoltosos para la tarea (ley 270).
Sin embargo, sí se refiere al comercio en las leyes l–126 que son fundamentales para comprender la profundidad de la economía dineraria, cuando utilizan, en sus transacciones comerciales, la expresión: kaspim ana ("dar algo a cambio de plata"). Trata el Código sobre préstamos y comercio, alojamiento, fraude por correos, embargo y prenda de personas por deudas y custodia o depósito seguro. Se dice: "Si un comerciante diera plata a un agente comercial para una inversión, y éste [el agente comercial] sufriera pérdidas en sus viajes, deberá devolver la plata al comerciante por el importe del capital." (102).

## El Código Hammurabi y la pena de muerte
El Código de Hammurabi, uno de los más antiguos e importantes conjuntos de leyes de la Antigüedad, establecía castigos severos, incluida la pena de muerte, para diversos delitos considerados graves en la sociedad babilónica. Entre estos crímenes se encontraban el homicidio, el robo —especialmente el robo en templos y palacios—, el falso testimonio, la fuga de esclavos, el adulterio, el incesto y la violación de normas contractuales o comerciales que causaran perjuicios significativos. La pena capital también podía aplicarse en casos de desobediencia a las autoridades o de prácticas médicas negligentes que resultaran en la muerte del paciente. El rigor de estas leyes reflejaba la visión de justicia de la época, basada en el principio del talión —“ojo por ojo, diente por diente”—, que buscaba garantizar el orden social y proteger los bienes y la jerarquía establecida, mostrando cómo ciertos comportamientos eran considerados amenazas graves para la estabilidad del Estado y la armonía de la colectividad.

## El Código Hammurabi y la cuestión de género
Según el prólogo, se establecen las leyes que el dios Marduk dejó a los hombres para seguir el buen camino. Sin embargo, en cuanto a la regulación para el género femenino se evidencian contradicciones, y es que algunos apartados, según sostiene Fernández (2008) se logra percibir una posición favorable para la mujer considerando la época, pero por otro lado el código consta de ciertas normas que imponen una extrema favorabilidad para la figura del hombre y se niega por completo la existencia de la voluntad de la mujer. Aunque dichas regulaciones no se encontraban unificadas y las soluciones a conflictos similares fueron disímiles, se pueden observar elementos comunes. Uno de ellos es que la situación social y jurídica de las mujeres dependía en esencia de su estado civil. Una mujer casada se le atribuía la capacidad de comprar, vender, comparecer a juicio, ser testigo, e incluso, en casos muy específicos, a convertirse en administradora de los bienes familiares. Por el contrario, una mujer que no hubiese contraído matrimonio estaba excluida de esas oportunidades. Además, el matrimonio permitía a la mujer poder recibir una herencia de sus maridos. En cuanto a las hijas no casadas, la situación era más complicada, pues la administración de la herencia correspondía a los hermanos, salvo que esta fuera sacerdotisa del dios Marduk, en ese caso la mujer podía obtener la propiedad plena. En las normas de sucesión también se contemplaba la incapacidad de una viuda de heredar en caso de no tener hijos. Otro elemento que es mencionado con reiteración en el Código de Hammurabi es la maternidad, y es que si la esposa no podía dar hijos al hombre, este podía divorciarse o tomar una concubina e introducirla al domicilio conyugal, esto era también aplicado a las concubinas, si no lograban concebir, el hombre, o su esposa, podían convertirla en esclava o venderla. Si las reglamentaciones en torno al hombre se basaban en sus posibilidades productivas y como jefe de familia, para las mujeres se concentraban en los elementos sexuales y reproductivos. Muchas de estas normas dan una gran importancia a "guardar su cuerpo", y es que de lo contrario esta podía ser tirada al agua. También como si una mujer moría sin proporcionar descendencia alguna a su marido el suegro debía devolver el valor de la novia. A su vez esta protegía a las buenas mujeres de maridos que dirigían hacia ellas un trato desconsiderado, pudiendo estas ser absueltas por la comunidad, recuperar su dote y regresar nuevamente a casa de sus padres. No obstante, si la mujer había sido desconsiderada, y el marido no consentía el divorcio, este podía tomarla como esclava y tener otra esposa (Hammurabi, s.f., art. 141). Así, en la mayoría de las regulaciones, se puede observar que hay una reiteración de elementos relacionados con la “guarda del cuerpo” de las mujeres, su maternidad y la subordinación a a una figura masculina. A los hombres se les sancionaba por delitos contra mujeres solo si se advertía una violación al “honor” o a la “propiedad” de otro hombre. Por tanto, se evidencia la posición de la mujer como objeto de propiedad. si un hombre fuerza a la esposa de otro hombre, que no había conocido varón y vivía aún en la casa de su padre, y yace con ella, y lo sorprenden, que ese hombre sea ejecutado; esa mujer no tendrá castigo. (Hammurabi, s.f., art.130). Sin embargo, si la mujer no estaba casada, el castigo para el agresor se atenuaba considerablemente, y si el violador era el padre, la pena solo implicaba el destierro. Todo lo anterior permite concluir, entre otras cosas, que cuando se vulneraba a mujeres solteras la sanción se reducía, pues no había violación al honor o a la propiedad de otro hombre. Los delitos y abusos solo eran condenados si estos  ofendían a un varón, de lo contrario, se les asumía como meras contravenciones.